# Kirił Metkow
Kirił Metkow, bułg. Кирил Метков (ur. 1 lutego 1965 w Sofii) – bułgarski piłkarz grający na pozycji pomocnika, reprezentant kraju.

## Kariera reprezentacyjna
W reprezentacji Bułgarii zadebiutował w 1989. W reprezentacji Bułgarii występował w latach 1989–1993. W sumie w reprezentacji wystąpił w 9 spotkaniach.

## Statystyki
| Reprezentacja Bułgarii | Reprezentacja Bułgarii | Reprezentacja Bułgarii |
| Rok                    | Mecze                  | Gole                   |
| ---------------------- | ---------------------- | ---------------------- |
| 1989                   | 1                      | 0                      |
| 1990                   | 0                      | 0                      |
| 1991                   | 3                      | 0                      |
| 1992                   | 2                      | 0                      |
| 1993                   | 3                      | 0                      |
| Razem                  | 9                      | 0                      |